# On the Road (Art Farmer)
On the Road è un album di Art Farmer, pubblicato dalla Contemporary Records nel 1976. Il disco fu registrato al Contemporary's Studio di Los Angeles, California (Stati Uniti), nelle date indicate nella lista tracce.

## Tracce
Lato A
1. Downwind – 7:25 (Hampton Hawes) – Registrato il 28 luglio 1976
2. My Funny Valentine – 6:52 (Richard Rodgers, Lorenz Hart) – Registrato il 28 luglio 1976
3. Namely You – 6:48 (Gene DePaul, Johnny Mercer) – Registrato il 26 luglio 1976

Lato B
1. What Am I Here For? – 6:40 (Duke Ellington, Frankie Laine) – Registrato il 16 agosto 1976
2. I Can't Get Started – 7:25 (Vernon Duke, Ira Gershwin) – Registrato il 26 luglio 1976
3. Will You Still Be Mine? – 5:38 (Tom Adair, Matt Dennis) – Registrato il 16 agosto 1976[3]

## Musicisti
Brani A1 e A2
- Art Farmer - flicorno
- Art Pepper - sassofono alto (solo in Downwind)
- Hampton Hawes - pianoforte
- Ray Brown - contrabbasso (solo in Downwind)
- Steve Ellington - batteria (solo in Downwind)

Brani A3 e B2
- Art Farmer - flicorno
- Art Pepper - sassofono alto (solo in Namely You)
- Hampton Hawes - pianoforte
- Ray Brown - contrabbasso
- Steve Ellington - batteria

Brani B1 e B3
- Art Farmer - flicorno
- Art Pepper - sassofono alto
- Hampton Hawes - pianoforte
- Ray Brown - contrabbasso
- Shelly Manne - batteria[3]